# Madonna del Calamaio
La Madonna del Calamaio (in tedesco: Tintenfassmadonna) è una scultura in legno di quercia risalente al 1430 e collocata nella cattedrale di Hildesheim. La statua lignea, colorata e a grandezza naturale, è stata realizzata probabilmente in Bassa Sassonia e ha i tratti distintivi del gotico internazionale: un viso tenero, postura sciolta e drappeggi fluenti.

## Storia
La Madonna del Calamaio si trovava originariamente nella sala capitolare del capitolo della cattedrale di Hildesheim. Successivamente è stata spostata nella chiesa, sul pilastro sud-occidentale della crociera della cattedrale, come immagine prominente della Madre di Dio nella cattedrale.
Nel 2010, la scultura è stata trasferita al Niedersächsisches Landesmuseum di Hannover, mentre la cattedrale era in fase di ristrutturazione. Dall'ottobre 2012 è stata restaurato nell'officina della Klosterkammer di Hannover da Roksana Jachim. L'indagine con la tomografia computerizzata ha rivelato problemi di conservazione del legno e degli strati di vernice. Dopo il restauro sia della scultura che della cattedrale, la scultura è stata restituita il 15 agosto 2014 in una posizione di rilievo nella cattedrale, sul pilastro opposto della crociera.

## Descrizione e stile
La scultura, realizzata in legno di quercia, è alta 1,8 metri. Maria è raffigurata con indosso una sontuosa veste blu con bordi in oro, raccolta sulla spalla destra. Sotto indossa un sottoveste bianco. Sulla testa è scolpita un'alta corona d'oro con cinque gigli araldici, che sono interpretati come un simbolo della Trinità. Il Bambin Gesù nudo è tenuto nel suo braccio sinistro e si china su sua madre, guardando verso il fedele. Dal punto di vista tipologico, la statua è riconducibile al filone artistico delle belle Madonne.
Il significato della statua è nel tema della scrittura che vi è rappresentato: il Gesù Bambino tiene una penna nella mano destra e sulle ginocchia ha un rotolo, che si dispiega fino ai suoi piedi. Nella mano destra, Maria tiene un calamaio, da cui prende il nome la scultura. Il bambino che scrive sul braccio di sua madre non è un motivo biblico , ma l'"apprendimento di Gesù" che caratterizza l'arte medievale. È naturale pensare al Libro della Vita in cui i nomi dei salvati sono inscritti da Gesù. Maria, quindi, dimostra di aver contribuito fornendo il "materiale" per questa opera salvifica. Il calamaio potrebbe anche indicare che il bambino era già pieno di saggezza.